# 김장하
김장하(金章河, 1944년 1월 16일 ~ )는 대한민국의 한약업 기업가이자 교육인, 시민활동가이다. 호(號)는 남성(南星).

## 생애
경상남도 사천시 정동면 장산리(獐山里) 노천(魯川) 마을에서 태어났으며, 동성중학교를 졸업한 후에 한약방에서 점원으로 머슴살이를 하였다. 해방 이후 처음 시행된 한약사 국가 자격시험(한약업사 자격)에 합격하고 1963년에 당시 사천군 용현면에 남성당한약방을 개업하였다. 1973년에 진주시로 한악방을 이전하였으며, 이후 20여 년 동안 모은 돈으로 1983년에 진주 소재 명신고등학교를 설립하고 1991년에 학교를 국가에 헌납하였다.
학교 설립과 운영에 약 100억의 사재가 들어갔으며, 이외에도 각종 장학, 기부, 지원, 선행, 자선사업 및 사회운동 활동 등으로 수많은 인재를 길러내고 각종 시민단체, 인권단체, 지역 공동체, 언론업체 등이 활발하게 활동하거나 명맥을 이어나가는 데 도움을 주었다. 특히 2000년에 설립했던 남성문화재단을 2021년에 해산하면서 당시 재단에 남은 기금까지 모두 경상국립대학교 발전 기금으로 기탁하였다.
2022년에 그의 생애를 다룬 2부작 다큐멘터리 《어른 김장하》가 제작 및 방영되었다.

## 학력
- 1956년 3월, 사천시 정동면 소재 정동초등학교 제22회 졸업[10]
- 1959년 2월, 사천시 정동면 소재 동성중학교 제4회 졸업[11]
- 1997년 2월, 진주시 소재 경상국립대학교 경영행정대학원 최고관리자과정 수료[12]
- 2008년 10월 15일, 경상국립대학교 명예문학박사 학위[13]

## 경력
- 1959년, 삼천포 소재 남각당한약방 점원 취업[14]
- 1962년 7월 24일, 한약업사(한약종상) 시험 합격[15]
- 1963년, 한약업사 면허 발급[16] 및 남성당한약방(南星堂韓藥房) 개업[17]
- 1978년 4월 28일, 모교 정동초등학교에 세종대왕 동상과 충무공 이순신 동상을 건립 기증
- 1982년 8월, 학교법인 석은학원(石隱學園) 인수[18]
- 1983년 12월 23일, 학교법인 명칭을 석은학원에서 남성학숙(南星學塾)으로 변경
- 1984년 3월 2일, 진주시 초전동에 명신고등학교(明新高等學校) 개교[19][20]
- 1989년 8월 17일, 명신고등학고 국가 기증 선언 (1991년 9월 1일 공립으로 전환, 남성학숙 일체 국가 기증)[21][22]
- 1990년, 《진주신문(晉州新聞)》 주주 및 이사[23]
- 1990년대, 대안문화예술공간 책마을 후원[24]
- 1992년 ~ 2004년, 형평운동기념사업회(衡平運動紀念事業會) 이사장[25]
- 1994년, 진주 지역 신진작가 공모전인 '진주가을문예' 출범 후원[26]
- 1996년 ~ 2000년, 한국가정법률상담소 진주지부 이사장[27]
- 1996년 2월, 경상대발전후원회장 취임[28]
- 1998년 진주극단 현장[29] 공연장 마련 비용 3천 만원 지원
- 2000년 3월, 재단법인 남성문화재단(南星文化財團) 설립 (이사장 취임)
- 2005년, 사단법인 진주문화연구소 이사
- 2005년 4월 1일, 《일제강점기 인명록 - 진주지역 관공리·유력자》 출판 후원
- 2013년 9월, 산청엑스포조직위원회에 1814년 간행본 추정 《동의보감》 25권 25책 기증[30]
- 2021년, 재단법인 남성문화재단 해산 (잔여재산 일체를 경상국립대학교 발전기금재단에 기탁)[31]
- 2022년 5월 31일, 남성당한약방 영업종료
- 남명학연구(南冥學硏究) 후원회장
- 경상국립대 남명학관 건립추진위원장
- 지리산생명연대 공동대표
- 진주오광대보존회 후원회장
- 진주문화사랑모임 부회장
- 진주환경운동연합 고문

## 상훈
- 1992년 4월 28일, 국민훈장 모란장(牡丹章) 서훈[32]